# のばん組
『のばん組』（のばんぐみ）は、BS日テレで放送されていた情報エンターテイメント番組。
本項では前身番組である『キズナアイのBEATスクランブル』（キズナアイのビートスクランブル）、『キズナアイのばん組』についても記述する。

## 概要
バーチャルYouTuber（以下VTuber）・キズナアイの初の冠番組『キズナアイのBEATスクランブル』として、2018年4月6日に放送開始。毎週放送ではあるものの、「低予算のため」実際には新作の放送は月の前半2週分のみで、後半の2週は前半2週の再放送という形を取っていた。
番組開始当初のオープニングでの趣旨説明では、「世の中の流行ってるもの、バズっているものをBEATと名付け、それらをどんどん紹介していこう!という番組」としていたが、第5回以降は「鳥居（良太）プロデューサーが厳選したゲストをお招きして、流行らせていきたい情報を、BEATと名付けて紹介する番組」に変更していた。
セットはバーチャル空間にブラウン管テレビがあるのみというシンプルなもの。番組に出演するゲストは、簡易的な3Dモデルが制作され、それがバーチャル空間に登場することによりキズナアイとの共演を果たしていた。
番組開始当初は番組スポンサーにグリモアが就いていたが、同年4月24日、グリモア社長の神谷友輔がTwitter上で「視聴者やユーザー、スポンサーをバカにしている」との理由から4月限りでのスポンサー降板を発表。以降はノンスポンサーで放送されている。
同年7月26日からは、番組名を『キズナアイのばん組』に変更し、月1回の61分番組にリニューアル。番組名には「キズナアイの冠番組」「野番組（これまでにない新たなTVを作り出す「野」を開拓する番組）」「キズナアイを語る上で欠かせない「BAN」」「キズナ=絆（中国読みで「バン」）」などの意味が込められている。
オープニングでの趣旨説明では、「多くの人が見るTVの世界を知り そして視聴者にはキズナアイのことを知ってもらう」とし、ロケ企画が増加したほか、VTuberの紹介コーナーも新設された。
セットはバーチャル空間のブラウン管テレビが液晶ディスプレイに置き換わったのみで大差は無いが、ゲストは通常のスタジオで収録した映像をディスプレイに表示して出演する方法に変更された。
同年10月26日からは放送枠を移動・放送時間を55分に短縮し、番組名を『のばん組』に再変更した。趣旨説明も「これまで以上にバーチャルYouTuberの世界を知ってもらい より一層盛り上げていきたい」に変更し、VTuberの情報を伝えるコーナーを新設するなど、リニューアルの度に番組スタイルが変化した。
2019年3月22日の『のばん組』第6回をもって放送を終了した。

## 出演者
- キズナアイ

バーチャルYouTuberを紹介するのコーナー
- おめがシスターズ - 『のばん組』#1 -

ナレーター
- 元吉有希子 - 『キズナアイのばん組』・『のばん組』#1・3 -
- 上田瞳 - 『のばん組』#2

ゲストは放送リストを参照のこと。

## 企画・コーナー

### キズナアイのBEATスクランブル
出張エゴサーチ
街中にキズナアイがモニターにより現れ、世の中への認知度を測る。

### キズナアイのばん組
バーチャルYouTuberを紹介するのコーナー（#2 - ）
ゲストにVTuber1組を招きキズナアイとのトークを展開。さらに番組おすすめのVTuberを2組紹介する。
『のばん組』になってからも継続されたが、進行役はキズナアイに代わりおめがシスターズが担当する。
キズナアイお悩み相談室（#2）
キズナアイを占う!（#2）
占い師の大清水高山・TO-RUがキズナアイの将来を占う。
「キズナアイのばん組」街コン（#3）
恋愛についての知識が無く、恋愛感情が分からないキズナアイが恋愛を学ぶべく、リンクバルと共同で街コンを実施。男性12名・女性4名というアンバランスな男女比ながら、無事2組のカップルが成立した。

### のばん組
バーチャルトピックを紹介するのコーナー
ニュースキャスターに扮したキズナアイが、VTuber業界の最新ニュースを伝える。
「のばん組」アバターを作るのコーナー
プロデューサー・鳥居良太の「番組オリジナルのアバターを作りたい」という我儘に答えるべく、番組スタッフが自力でのアバター制作に挑戦する。

## スタッフ

### キズナアイのBEATスクランブル（スタッフ）
- 編集 - 細川敬志
- 音声 - 松木雅義
- 音効 - 白根沢修
- MA（#1・2・5・6）・整音（#3・4） - 長濱麻衣子
- タイトルロゴ - 西村将由（HECATONCHEIR）
- 協力 - テレビアルファ、ドスパラ（#1）、ViRD（#1・3・5・6）、HAL東京（#3）、BEAM TV CENTER（#4・5・6）
- 映像クリエイター - 吉岡久人
- 広報 - 浜道奈々恵
- 制作進行 - 應地一晃
- 制作デスク - 佐藤容子
- プロデューサー - 鳥居良太
- チーフプロデューサー - 中西太
- 制作協力 - ROLL2、タツノコプロ（#2・4）
- 製作著作 - BS日テレ

### キズナアイのばん組→のばん組（スタッフ）
ここでは『キズナアイのばん組』を便宜上『キの』と表記する。
- 構成 - 増子光男
- 編集・MA - テレトップスタジオ
- 音効 - 諏訪マイケル
- 技術 - 辻昇平、尾内大樹（『キの』#1）→3NIL SOUND DESIGN（『キの』#2 - ）
- ロケ技術 - ディープ（『のばん組』#2）
- タイトルデザイン - 長堀久子
- スタイリスト - 織部真由香（『キの』#1）
- ヘア&メイク - 斎藤栄梨（『キの』#1）→特攻隊（『キの』#2、『のばん組』#2・3）
- 協力 - リンクバル（『キの』#3）
- 制作デスク - 佐藤容子
- 制作進行 - 大林良汰、前田明人、桑原友香（『キの』#2）→佐竹つばさ（『キの』#3 - 、『のばん組』#3・4）、権田瑛（『のばん組』#2）
- ディレクター - 山下敦司、鈴木竜哉、高見澤博光
- アシスタントプロデューサー - 久保孝平（『のばん組』#1 - ）
- プロデューサー - 鳥居良太、若山史郎（『のばん組』# - 3）、宮原一憲（『キの』#1 - 『のばん組』#1）、久保孝平（『キの』#1 - 3）、宮本稔（『キの』#1 - 3、）、桑原友香（『キの』#3 - ）、佐々木将人（『のばん組』#2 - ）
- チーフプロデューサー - 中西太（『キの』#1）→栖川一郎（『キの』#2 - ）
- 制作協力 - Tokyo Mild Foundation、オイコーポレーション、upd8
- 製作著作 - Activ8、BS日テレ

## 放送リスト

### キズナアイのBEATスクランブル（放送リスト）
| 回 | 本放送日時 （再放送日時） | 内容                                                         | OPテーマ                             | EDテーマ                         | 特記事項 |
| -- | ------------------------- | ------------------------------------------------------------ | ------------------------------------ | -------------------------------- | -------- |
| #1 | 2018年 4月6日 （4月20日） | ゲスト：土屋敏男出張エゴサーチ 秋葉原（GALLERIA Lounge）     | けやき坂46 「誰よりも高く跳べ!」     | uchuu; 「over myself」           |          |
| #2 | 4月13日 （4月27日）       | 『昆虫物語 みなしごハッチ』 第3話「悲しき対決」実況          | しまざき由理 「みなしごハッチ」      | uchuu; 「over myself」           |          |
| #3 | 5月4日 （5月18日）        | ゲスト：西田二郎出張エゴサーチ HAL東京                       | 曽我部恵一BAND 「5月になると彼女は」 | uchuu; 「over myself」           |          |
| #4 | 5月11日 （5月25日）       | 『昆虫物語 みなしごハッチ』 第22話「憎しみよさようなら」実況 | しまざき由理 「みなしごハッチ」      | uchuu; 「over myself」           |          |
| #5 | 6月1日 （6月15日）        | ゲスト：ベッキー                                             | フジファブリック 「虹」              | Ange☆Reve 「あの夏のメロディー」 |          |
| #6 | 6月8日 （6月22日）        | ゲスト：重盛さと美                                           | Perfume 「不自然なガール」           | Ange☆Reve 「あの夏のメロディー」 |          |

### キズナアイのばん組→のばん組（放送リスト）
| 回                 | 放送日時           | ゲスト | OP・EDテーマ （いずれもキズナアイの楽曲）   | 特記事項           |
| キズナアイのばん組 | キズナアイのばん組 | キズナアイのばん組 | キズナアイのばん組                          | キズナアイのばん組 |
| ------------------ | ------------------ | --- | ------------------------------------------- | ------------------ |
| #1                 | 2018年 7月26日     | 野呂佳代 | 「Hello, Morning」                          |                    |
| #2                 | 8月30日            | ハマカーンバーチャルYouTuberを紹介するのコーナー ちはどの、さやべぇ（ひだまりラリアット） YuNi（VTR出演） おめがシスターズ（VTR出演） | 「Hello, Morning」                          |                    |
| #3                 | 9月27日            | ちゅうえい（流れ星）バーチャルYouTuberを紹介するのコーナー 織田信姫 春日部つくし（VTR出演） 因幡はねる（VTR出演） | 「Hello, Morning」                          |                    |
| のばん組           |                    | |                                             |                    |
| #1                 | 10月26日           | にゃんこスター「のばん組」アバターを作るのコーナー 小春バーチャルYouTuberを紹介するのコーナー わいみ©︎（VTR出演） 縁むすび（VTR出演） 鴨見カモミ（VTR出演） ヤミクモケリン（VTR出演） カフェ野ゾンビ子（VTR出演） | 「future base」                             |                    |
| #2                 | 11月23日           | ハマカーンバーチャルYouTuberを紹介するのコーナー 朝ノ瑠璃・朝ノ光（VTR出演） 小山内めい（VTR出演） キミノミヤ（VTR出演） ふくやマスター（VTR出演） 舞鶴よかと（VTR出演） 海月ねう（VTR出演） | 「Hello, Morning（Pa's Lam System Remix）」 |                    |
| #3                 | 12月21日           | 新宿カウボーイバーチャルYouTuberを紹介するのコーナー 千代家ぷりり（ナレーション） イヌージョン（VTR出演） 叶（VTR出演） かしこまり、パンディ（VTR出演） 根羽清ココロ（VTR出演） 稲荷くろむ（VTR出演）アイキャッチ 名取さな | 「mirai」                                   |                    |
| #4                 | 2019年 1月25日     | バーチャルトピックを紹介するのコーナー ふくやマスター（ナレーション） 桜木建二（VTR出演）バーチャルYouTuberを紹介するのコーナー 樋口楓（VTR出演） バーチャルゴリラ（VTR出演） 水科葵（VTR出演） 柊うるめ（VTR出演） 周防パトラ（VTR出演） | 「miracle step」                            |                    |
| #5                 | 2月22日            | アイデンティティバーチャルトピックを紹介するのコーナー 歌衣メイカ（キャスター） える（VTR出演） 東雲めぐ（VTR出演） 渋谷ハジメ（VTR出演） 静凛（VTR出演） 響木アオ（VTR出演）バーチャルYouTuberを紹介するのコーナー かしこまり（ナレーション） 夜乃ネオン（VTR出演） 黒咲りん（VTR出演） 楓山蓮太郎、蒔田陽丸（VTR出演） MonsterZ MATE（VTR出演） 蒼月エリ（VTR出演） | 「over the reality」                        |                    |
| #6                 | 3月22日            | おめがシスターズバーチャルYouTuberを紹介するのコーナー 東雲めぐ（VTR出演） ヒメヒナ（VTR出演） ときのそら（VTR出演）アイキャッチ選手権 レイヴン=クロー（電話出演、おめがリオ賞） 根間うい（電話出演、おめがレイ賞） 遥ノ音ハル（電話出演、キズナアイ賞） | 「AIAIAI」                                  |                    |

## のとく番〜アイは世界を繋ぐ〜
のとく番〜アイは世界を繋ぐ〜（のとくばん アイはせかいをつなぐ）は2018年12月1日にBS日テレで放送された特別番組。2019年12月1日には、のとく番〜アイは世界を繋ぐ〜2019が放送された。

### 2018年

#### 概要（2018年）
『BS日テレ開局18周年特番』として2018年12月1日 19:00 - 24:00に放送。

#### 出演者（2018年）
メインパーソナリティー
- キズナアイ

進行アシスタント
- 伊藤遼（日本テレビアナウンサー）
- アオイエリカ（日本テレビ アンドロイドアナウンサー）

生放送ゲスト
- ハリー杉山
- 森永卓郎
- 原口あきまさ
- 野呂佳代
- 藤井恒久（日本テレビアナウンサー）

VTRゲスト
- バカリズム
- 三遊亭好楽
- ハマカーン、流れ星、アキラ100%、新宿カウボーイ、にゃんこスター

ナレーター
- 元吉有希子
- 中尾良平

#### 企画・コーナー（2018年）
視聴者参加型企画『#アイを繋げ』
放送時間内にTwitterにてハッシュタグ『#アイを繋げ』が付けられたツイートを集計し、ツイート数に応じて視聴者へのプレゼントがグレードアップする。
最終的に目標の55,555ツイートを上回る78,399ツイートを記録した。
バーチャルYouTuberランキング
視聴者の「推し」VTuberをアンケートで集計し、ランキングで発表。
- ●はVTR、○は生電話にて出演したVTuber。
- 氏名は放送上のものを記載。

| 順位 | 氏名                                     | 特記事項 |
| ---- | ---------------------------------------- | -------- |
| 01位 | 名取さな                                 | ●○       |
| 02位 | 電脳少女シロ                             |          |
| 03位 | 月ノ美兎                                 | ●        |
| 04位 | 因幡はねる                               | ●        |
| 05位 | 剣持刀也                                 | ●        |
| 06位 | おめがシスターズ                         | ●        |
| 07位 | 輝夜月                                   |          |
| 08位 | ヤミクモケリン                           | ●        |
| 09位 | ときのそら                               | ●        |
| 10位 | 周防パトラ                               | ●        |
| 11位 | 緑仙                                     | ●        |
| 12位 | 樋口楓                                   | ●        |
| 13位 | 叶                                       | ●        |
| 14位 | 鈴鹿詩子                                 | ●        |
| 15位 | 富士葵                                   | ●        |
| 16位 | 卯月コウ                                 | ●        |
| 17位 | ミライアカリ                             |          |
| 18位 | 白上フブキ                               | ●        |
| 19位 | 物述有栖                                 | ●○       |
| 20位 | もこ田めめめ                             |          |
| 21位 | 道明寺晴翔                               |          |
| 22位 | 鴨見カモミ                               | ●        |
| 22位 | 本間ひまわり                             | ●        |
| 22位 | 花京院ちえり                             |          |
| 25位 | 魔王マグロナ                             | ●        |
| 26位 | のらきゃっと                             | ●        |
| 27位 | YuNi                                     | ○        |
| 28位 | 薬袋カルテ                               | ●        |
| 29位 | シスター・クレア                         | ●        |
| 30位 | ウェザーロイド Airi                      |          |
| 31位 | 神楽めあ                                 |          |
| 32位 | 夜桜たま                                 |          |
| 33位 | 天開司                                   |          |
| 34位 | 金剛いろは                               |          |
| 34位 | 静凛                                     |          |
| 36位 | ばあちゃる                               |          |
| 37位 | 甲賀流忍者!ぽんぽこ                      |          |
| 38位 | 蒼月エリ                                 |          |
| 39位 | 宗谷いちか                               |          |
| 40位 | ヨメミ                                   |          |
| 41位 | 葛葉                                     |          |
| 42位 | ロボ子さん                               |          |
| 43位 | 伏見ガク                                 |          |
| 44位 | ヤマトイオリ                             |          |
| 45位 | エルフのえる                             |          |
| 46位 | カルロ・ピノ                             |          |
| 47位 | 黒咲りん                                 |          |
| 48位 | 神楽すず                                 |          |
| 49位 | 猫宮ひなた                               |          |
| 50位 | 椎名唯華                                 |          |
| 51位 | 竜胆尊                                   |          |
| 52位 | 西園寺メアリ                             |          |
| 53位 | ふくやマスター                           |          |
| 54位 | 銀河アリス                               |          |
| 55位 | アズマリム                               |          |
| 56位 | 八重沢なとり                             |          |
| 57位 | 家長むぎ                                 |          |
| 58位 | 鈴谷アキ                                 |          |
| 59位 | あっくん大魔王                           |          |
| 59位 | バーチャルおばあちゃん                   |          |
| 61位 | 夕陽リリ                                 |          |
| 62位 | 東雲めぐ                                 |          |
| 63位 | バーチャルのじゃロリ狐娘YouTuberおじさん |          |
| 64位 | 朝ノ姉妹                                 |          |
| 65位 | 堰代ミコ                                 |          |
| 66位 | DeepWebUnderground                       |          |
| 66位 | モイラ                                   |          |
| 66位 | 稲荷くろむ                               |          |
| 69位 | かしこまり                               |          |
| 70位 | 夏色まつり                               |          |
ゲストと楽しくお話しよう!のコーナー
バカリズムにMCの極意を学ぶ!
AI頂上決戦! キズナアイvsアオイエリカ
キズナアイがアンドロイドアナウンサーのアオイエリカと「知識力」（都道府県当て）・「早口言葉」で対決。
キズナアイ 初めての落語
キズナアイが三遊亭好楽に落語の基礎を学ぶ。その後キズナアイは番組内で『寿限無』を披露した。
キズナアイがひな壇トークのMCやっちゃいますのコーナー
キズナアイが神田伸一（ハマカーン）と共に、所謂芸人の「ひな壇トーク」のMCに挑戦する。
Document of Kizuna AI
放送当日に活動開始2周年を迎えたキズナアイの軌跡をVTRで振り返る。

#### スタッフ（2018年）
- 企画・演出・プロデュース - 鳥居良太
- 構成 - 増子光男
- TM - 吉松耕司
- SW - 村松明
- CAM - 日向野崇
- MIX - 中野裕介
- VE - 向山江梨佳
- 照明 - 井口弘一郎
- 編集 - 伊藤亘
- MA - 河野賢一
- 音効 - 諏訪マイケル
- 美術 - 戸苅裕一
- デザイン - 本田恵子
- モニター - 大江房夫
- 技術 - 辻昇平、小川富美枝、玉手琢翔、3NIL SOUND DESIGN、wevnal
- ロケ技術 - ディープ
- タイトルデザイン - 長堀久子
- 制作デスク - 佐藤容子
- ECG - 齋藤さやか
- TK - 塚越倫子
- 技術協力[注釈 3] - グロッセ
- 技術協力 - NiTRo、ヌーベルバーグ、ジャパンテレビ
- 美術協力 - 日本テレビアート
- ヘア&メイク - 特攻隊
- 編成 - 河瀬成二
- 広報 - 浜道奈々恵
- 営業 - 小池将大
- 制作進行 - 権田瑛、佐竹つばさ、前田明人／傅彩夏、青木鷹斗、鍛治健介
- ディレクター - 山下敦司、高見澤博光、重原将司、花井智寛／谷口顕、津田宗孝、木村智彦、冨永恵也
- AP - 桑原友香、藤本彩子
- 演出 - 鈴木竜哉、佐藤雄
- プロデューサー - 佐々木将人、久保孝平、宮本稔、菊地武／上野尚偉、神崎裕子、梅木顕、所俊輔
- チーフプロデューサー - 栖川一郎
- 制作協力 - Tokyo Mild Foundation、オイ・コーポレーション、upd8／AX-ON、日本テレビ
- 制作著作 - Activ8、BS日テレ

### 2019年

#### 概要（2019年）
2019年12月1日 19:00 - 22:54に放送。
なお当日は直前番組として、BS民放5局共同特別番組『BS5局で生放送!鶴瓶&安住の放送局漫遊記』のBS日テレパート（『鶴瓶&安住の放送局漫遊記 in のとく番』）が17:30 - 19:00に生放送され、同特番総合MCの笑福亭鶴瓶、安住紳一郎（TBSアナウンサー）とキズナアイのコラボが行われた。また、番組内の20:30 - 21:00に『放送局漫遊記』グランドフィナーレ第1部を内包され、番組を代表し、キズナアイと進行アシスタントの市來が出演した。

#### 出演者（2019年）
メインパーソナリティー
- キズナアイ[8]

進行アシスタント
- 伊藤遼（日本テレビアナウンサー）[8]
- 市來玲奈（日本テレビアナウンサー）[8]

ゲスト
- 三遊亭好楽[8]
- 柄本時生[8]
- 佐々木彩夏、高城れに（ももいろクローバーZ）[8]
- アメリカザリガニ[8]

ほか

#### 企画・コーナー（2019年）
第一回Vアワード2019授賞式
視聴者投票で決定した最優秀賞、優秀賞を発表。
| 順位               | 氏名             | 特記事項         |
| Good Rookie賞[9]   | Good Rookie賞[9] | Good Rookie賞[9] |
| ------------------ | ---------------- | ---------------- |
| 最優秀賞           | 馬犬             | VTR出演          |
| 優秀賞             | 根間うい         |                  |
| 優秀賞             | 郡道美玲         |                  |
| 優秀賞             | 健屋花那         |                  |
| 優秀賞             | Project A.I.D    |                  |
| Good Music賞[9]    |                  |                  |
| 最優秀賞           | 花譜             | VTR出演          |
| 優秀賞             | AZKi             |                  |
| 優秀賞             | 花鋏キョウ       |                  |
| 優秀賞             | まりなす（仮）   |                  |
| 優秀賞             | GEMS COMPANY     |                  |
| Good Contents賞[9] |                  |                  |
| 最優秀賞           | 月ノ美兎         | スタジオ出演     |
| 優秀賞             | 因幡はねる       |                  |
| 優秀賞             | 葛葉             |                  |
| 優秀賞             | 響木アオ         |                  |
| 優秀賞             | 白上フブキ       |                  |